# Heinrich Lammers
Heinrich „Heiner“ Lammers (* 19. März 1951 in Cloppenburg) ist ein deutscher Tischtennisspieler. In den 1970er und Anfang der 1980er Jahre gehörte er zu den besten deutschen Spielern. Er war deutscher Meister im Doppel.

## National
Lammers spielte von 1965 bis 1972 beim Gießener SV. Nach der Bundesliga-Saison 1972/73 bei Eintracht Frankfurt wechselte er zum TTC Mörfelden. 1976 kehrte er zu Eintracht Frankfurt zurück. 1981 schloss er sich dem TTC Grenzau an, mit dem er 1984 in die 1. Bundesliga aufstieg. Von 1986 bis 1990 war er für die FTG Frankfurt aktiv, mit der er am Aufstieg in die 1. BL 1988 mitwirkte. Danach ging er zum TTC Heusenstamm in die 2. Bundesliga.
Bei den nationalen deutschen Meisterschaften gewann er 1981 zusammen mit Peter Stellwag den Titel im Doppel. Ein Jahr später wurde er Vizemeister im Einzel. 1980 siegte er im Bundesranglistenturnier.
In der nationalen deutschen Rangliste wurde er 1980 auf Platz eins geführt.

## International
Von 1974 bis 1980 absolvierte Lammers 12 Länderspiele. Zweimal wurde er für Weltmeisterschaften nominiert. Dabei kam er mit der Herrenmannschaft 1975 auf Platz acht und 1977 auf Platz fünf. Bei der Europameisterschaft 1978 kam er nur in den Individualwettbewerben zum Zuge. 1980 wurde er mit dem deutschen Team Vize-Europameister.
1992 wurde er zusammen mit Liang Geliang Weltmeister im Doppel bei der Senioren-WM Ü40.

## Privat
Lammers hat vier Brüder und eine Schwester. Hans-Jürgen und Norbert spielten Anfang der 1980er Jahre mit dem Gießener SV in der Regionalliga. Heinrich Lammers ist verheiratet. Mit Ehefrau Christiane hat er zwei Söhne (* 1980, * 1986). Heiner Lammers lebt seit 2009 als Kunstmaler in Büttelborn. Seit November 2014 betreibt er eine Homepage, auf der er seine Gemälde präsentiert.

## Turnierergebnisse
| Verband | Veranstaltung       | Jahr | Ort        | Land | Einzel    | Doppel    | Mixed        | Team |
| ------- | ------------------- | ---- | ---------- | ---- | --------- | --------- | ------------ | ---- |
| FRG     | Europameisterschaft | 1980 | Bern       | SUI  |           |           |              | 2    |
| FRG     | Weltmeisterschaft   | 1977 | Birmingham | ENG  | letzte 64 | letzte 32 | Qual         | 5    |
| FRG     | Weltmeisterschaft   | 1975 | Calcutta   | IND  | letzte 64 | letzte 64 | keine Teiln. | 8    |